# Fanny Eckerlin

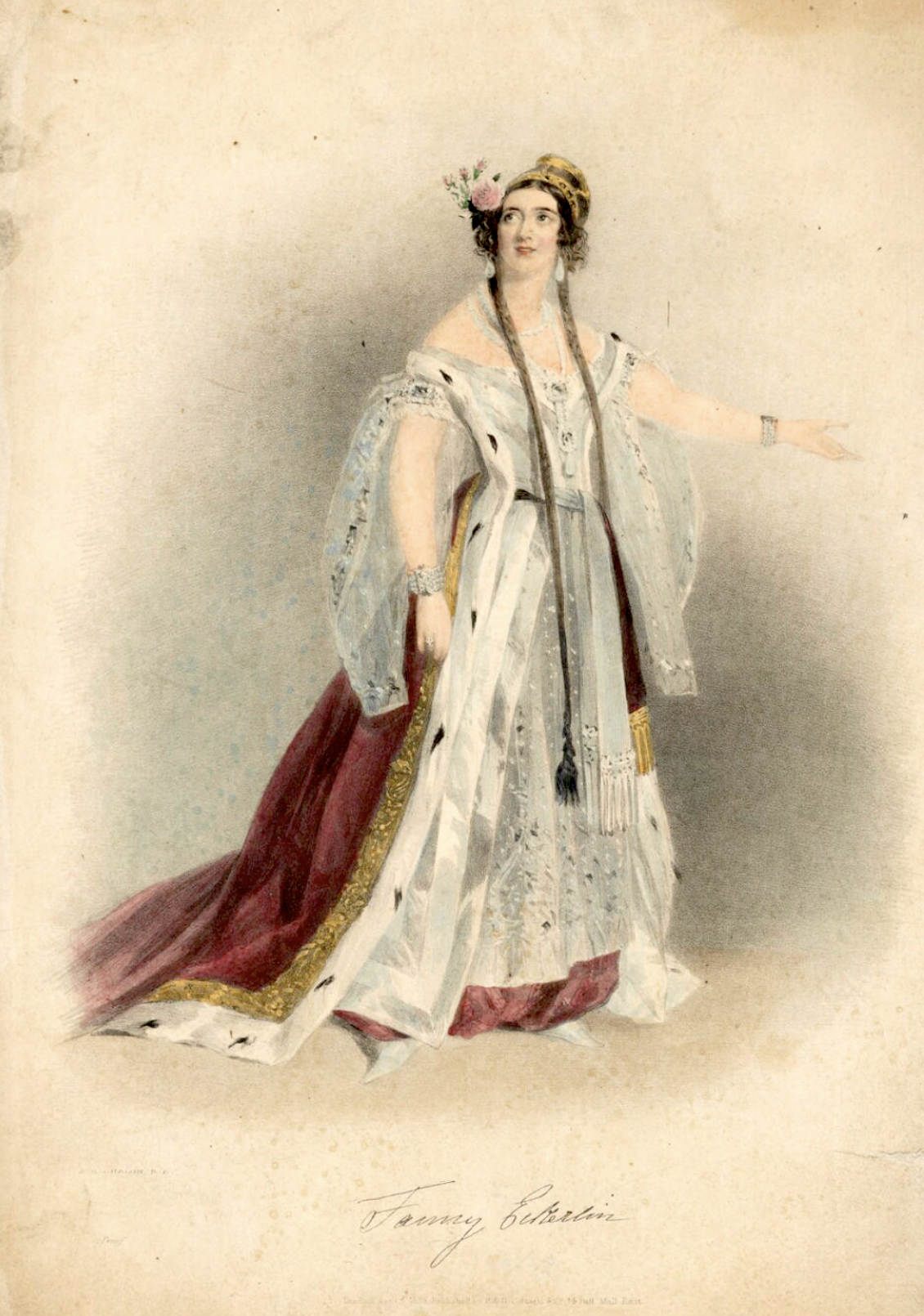
Fanny Eckerlin

Fanny Eckerlin (* 1802 in Mailand; † 12. August 1842 ebenda) war eine italienische Opernsängerin (Mezzosopran/Alt). Bekannt wurde sie vor allem durch ihre Rollen in den Werken von Gioachino Rossini. Fanny Eckerlin verfügte über einen großen Stimmumfang und war für ihre Koloraturen bekannt.

## Leben
Eckerlins Vater war ein napoleonischer Offizier polnischer Herkunft, ihre Mutter stammte aus Rom. Am Conservatorio Giuseppe Verdi absolvierte sie beim italienischen Tenor Davide Banderali (1789–1849) eine fünfjährige Ausbildung. Im Alter von sechzehn Jahren debütierte sie 1818 am Teatro San Benedetto in Venedig in der schwierigen Koloraturalt-Partie der Isabella in Rossinis L’italiana in Algeri, wo sie im selben Jahr am 14. November im Teatro San Luca als erste die Titelrolle des Enrico in Donizettis Enrico di Borgogna sang. Ihr Auftritt wurde vom Lampenfieber der Primadonna Adelina Catalani überschattet, in der Besprechung im „Nuovo Osservatore Veneziano“ wurde sie kaum erwähnt.
Am 15. Dezember desselben Jahres schuf Eckerlin wieder im Teatro San Luca die Rolle des Enrico in Donizettis Una follia. Ebenfalls für Donizetti sang sie als erste 1819 die Rolle der Sabina in Le nozze in villa.

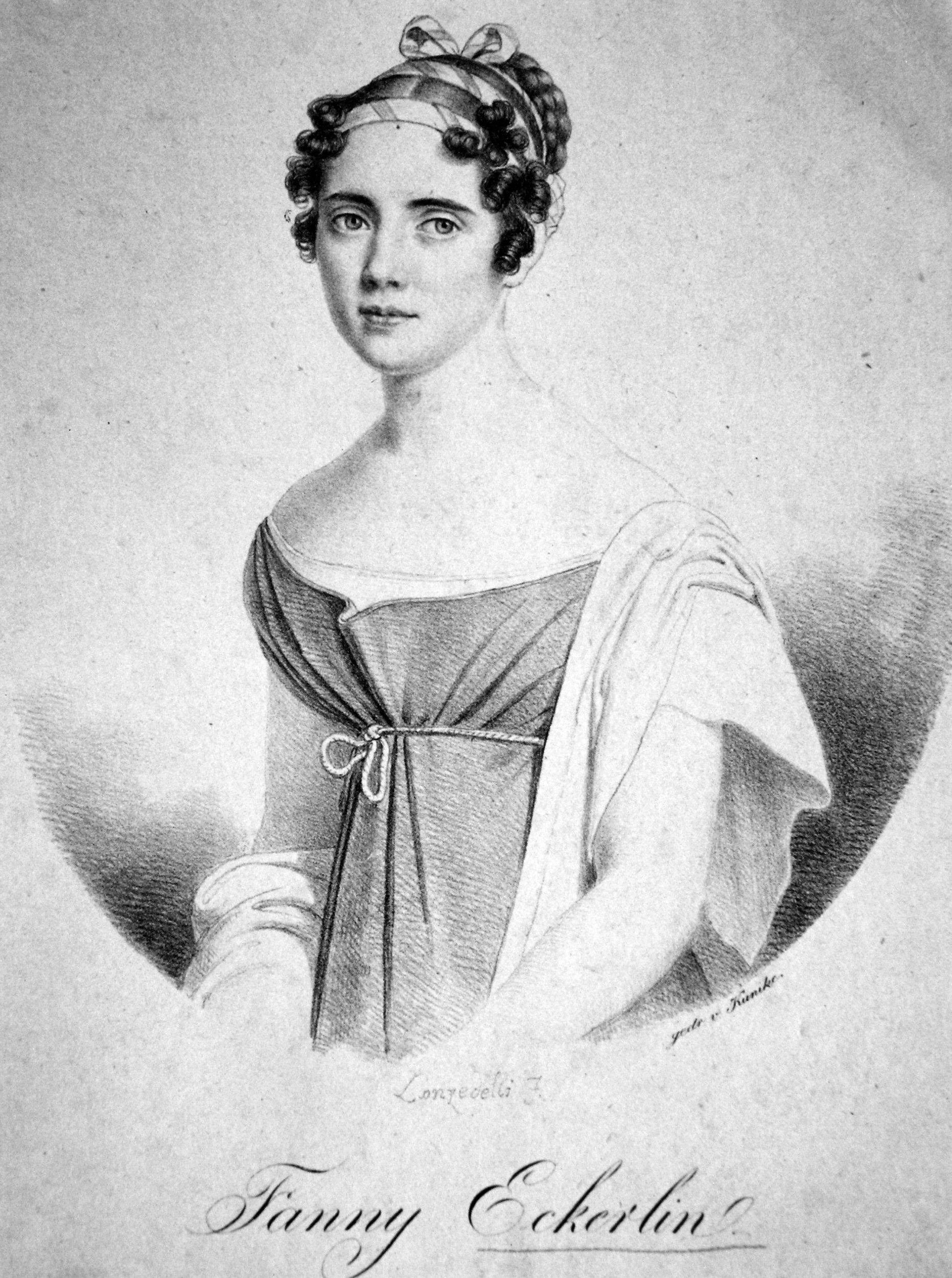
Als erste Sabina, 1820

Es war kein Erfolg; der Librettist Bartolomeo Merelli machte später Eckerlin teilweise für das Scheitern verantwortlich und schrieb in seinen Cenni biografici, dass das Stück aufgrund der „Launen und des schlechten Willens vieler Sänger, insbesondere der Primadonna“, ins Stocken geraten sei. Der Musikwissenschaftler William Ashbrook spekulierte dazu, dass Eckerlins schlechte Laune daher rühren mochte, dass sie sich mehr über ihren Vertrag ärgerte, der sie immer noch an den Impresario Paolo Zancla band, als dass sie mit Donizettis Werk unzufrieden war. Auch war sie in der Saison 1819–20 bereits als Fidalma in Domenico Cimarosas Il matrimonio segreto an der Mailänder Scala aufgetreten, wo sie schon 1817 den Pippo in Rossinis La gazza ladra gesungen hatte. 1820 kreierte sie an der Mailänder Scala die Rolle der Susanna in I due Figaro von Michele Carafa.
Mehrere Spielzeiten verbrachte Eckerlin erfolgreich am Teatro Italiano in Barcelona, wo ihr zu Ehren eine Claque gegründet wurde. Das britische Musikmagazin The Harmonicon schrieb damals im „Foreign Musical Report“:

“For a number of years there has been no such favourite at this theatre, as Fanny Eckerlin. She possesses a very fine voice, between a contralto and a mezzo soprano, which she knows well how to display to the greatest advantage, without however sacrificing her author to any passion for such display — a rare exercise of discretion!
Her method is excellent, and she sings with a warmth of soul that carries the hearer along with her. To these qualities she unites a perfect acquaintance with stage effect, and the whole is enhanced by considerable personal attractions. In the part of Arsace in the Semiramide of Rossini, and in Pietro Generali’s Bacchanali di Roma, she obtained a degree of applause but rarely witnessed here.”

„Seit einigen Jahren gibt es an diesem Theater keine solche Favoritin mehr wie Fanny Eckerlin. Sie verfügt über eine sehr schöne Stimme zwischen Alt und Mezzosopran, die sie gut zur Geltung zu bringen weiß, ohne jedoch ihre Autorin einer Leidenschaft für eine solche Zurschaustellung zu opfern – eine seltene Art der Diskretion!

Ihre Methode ist ausgezeichnet und sie singt mit einer Seelenwärme, die den Zuhörer mitreißt. Zu diesen Eigenschaften vereint sie eine perfekte Vertrautheit mit Bühnenpräsenz, und das Ganze wird durch erhebliche persönliche Reize bereichert. In der Rolle des Arsace in Rossinis Semiramide und in Pietro Generalis Bacchanali di Roma erhielt sie ein Maß von Applaus, das man hier selten erlebte.“

Nach Barcelona nahm sie einen Vertrag mit der Salle Favart in Paris an. Während ihrer Zeit in Paris trat sie am Théâtre-Italien  in mehreren Rollen auf, unter anderem als Angelina in La Cenerentola bei der Pariser Première an der Seite von Giovanni Battista Rubini und Fanny Tacchinardi-Persiani. Im selben Theater sang sie 1832 die Rolle des Arsace in Semiramide, als Giulia Grisi in der Titelrolle ihr Debüt in Paris gab.
Eckerlins Karriere führte sie auch zu Auftritten am Teatro Regio in Turin und an das Teatro di San Carlo in Neapel. In Wien sang sie 1822 für Domenico Barbaja die Rolle der Emma in der dortigen Uraufführung von Rossinis Zelmira, für die dieser eine neue Arie für sie geschrieben hatte: „Ciel pietoso, ciel clemente“. 1830 sang sie am Teatro Alfieri in Florenz als erste den Enea in Saverio Mercadantes La Didone, später im selben Jahr den Romeo in Giulietta e Romeo von Nicola Vaccai im Teatro Apollo in Rom. Weitere Auftritte führten sie nach Madrid und London.
Die hochgebildete Sängerin, die fünf Sprachen beherrschte, trat 1840 von der Bühne zurück. Zwei Jahre starb sie am 12. August 1842 in ihrer Geburtsstadt Mailand.

## Erschaffene Rollen
- Titelrolle des Enrico in Enrico di Borgogna von Gaetano Donizetti (Venedig, 1818)
- Sabina in Le nozze in villa von Gaetano Donizetti (Mantua, 1819)
- Susanna in I due Figaro von Michele Carafa (Mailand, 1820)
- Enea in Didone abbandonata von Saverio Mercadante (Turin, 1823)
- Ivanowna in Costanzo ed Almeriska von Saverio Mercadante (Neapel, 1823)